# Allium aaseae
Allium aaseae är en amaryllisväxtart som beskrevs av Francis Marion Ownbey. Allium aaseae ingår i släktet lökar, och familjen amaryllisväxter. Inga underarter finns listade i Catalogue of Life.